# 亚当·图兹
约翰·亚当·图兹（John Adam Tooze，1967年7月5日—）是英国历史学家，现担任哥伦比亚大学教授和卡内基国际和平基金会欧洲中心的非常驻学者。此前，他在剑桥大学教授二十世纪历史并担任剑桥大学耶稣学院的历史研究员。2009年离开剑桥后，他曾在耶鲁大学担任现代德国历史教授，并接替保罗·肯尼迪担任麦克米伦国际与地区研究中心国际安全研究主任。经由他出版的多部经济史书籍如《崩盘：全球金融危机如何重塑世界》等，他的文字触达了历史学家、投资者、政府部门等广大读者。

## 早年生活
图兹于1967年7月5日出生。其父母在剑桥相识，其外祖父母是社会研究人员亚瑟·韦恩和玛格丽特·韦恩，他们共同撰写了一篇关于保守党建制派财务关系的研究报告。亚瑟曾担任公务员，并为苏联间谍招募过人手。图兹的父亲是一名在西德工作的分子生物学家，图兹也在那里度过了大部分童年时光。
图兹很早就对工程学产生了兴趣，并希望自己未来能为赛车设计发动机。作为一个早熟的学生，中学时图兹就为同学们讲解过关于凯恩斯模型的课程。

## 研究经历
1989年，图兹毕业于剑桥大学国王学院，获得经济学学士学位。在柏林自由大学学习了一段时间之后，图兹前往伦敦经济学院攻读经济史博士学位，导师是英国著名经济史学家艾伦·米尔沃德。 
2002年，图兹的第一本著作《统计与德国国家：现代经济知识的建立，1900-1945》获得菲利普·莱弗休姆现代史奖。随后于2006年出版的《毁灭的代价：纳粹德国经济的建立和崩溃》关注对第三帝国的经济研究，此书荣获2006年沃尔夫森历史奖。2014年，图兹对第一次世界大战与当今国际秩序的重新解读之作《滔天洪水：第一次世界大战与全球秩序的重建》出版。出版于2018年的《崩盘：全球金融危机如何重塑世界》主要研究2008年的金融危机及其经济和地缘政治后果，并因此获得了多伦多大学全球与公共事务学院颁发的2019年莱昂内尔·盖尔伯奖。
图兹也为众多出版物撰稿，包括金融时报、伦敦书评、新左派评论、华尔街日报、卫报、外交政策、和德国时代周刊。
图兹自2022年起担任ZOE未来经济研究所的董事会成员。 

## 个人荣誉
- 2002年H-Soz-Kult现代史奖（H-Soz-Kult Prize for Modern History）
- 2002年菲利普·利弗胡姆奖（Philip Leverhulme Prize）
- 2006沃尔夫森历史奖（Wolfson History Prize）
- 2007朗文今日历史奖（Longman History Today Prize）
- 2015年洛杉矶时报历史图书奖（Los Angeles Times Book Prize）
- 2019年莱昂内尔·盖尔伯奖（Lionel Gelber Prize）
- 2019年汉斯·马托弗经济学家奖（Hans-Matthöfer-Preis für Wirtschaftspublizistik）

## 著作
- Statistics and the German State, 1900–1945: The Making of Modern Economic Knowledge (Cambridge Studies in Modern Economic History), Cambridge: Cambridge University Press, 2001. ISBN 0-521-80318-7
- The Wages of Destruction: The Making and Breaking of the Nazi Economy, London: Allen Lane, 2006. ISBN 0-7139-9566-1
- The Deluge: The Great War, America and the Remaking of the Global Order, 1916–1931, London: Allen Lane, 2014. ISBN 9781846140341 本书中文版《滔天洪水：第一次世界大战与全球秩序的重建》于2021年5月出版。
- Crashed: How a Decade of Financial Crises Changed the World, London: Allen Lane and New York: Viking, August 2018. ISBN 9781846140365 本书中文版《崩盘 : 全球金融危机如何重塑世界》于2021年6月出版。
- Shutdown: How Covid Shook the World's Economy, Allen Lane, Sep 7 2021.